# Campionati europei di ciclocross 2024
I Campionati europei di ciclocross 2024, ventiduesima edizione della competizione, si disputeranno in Spagna a Pontevedra dal 2 al 3 novembre 2024.
Verranno assegnati 7 titoli, validi per le categorie Elite, Under-23 e Juniores sia al maschile che al femminile e la staffetta mista a squadre.

## Eventi
Sabato 2 novembre
- 15:00 Staffetta mista

Domenica 3 novembre
- 09:00 Donne Juniors
- 10:00 Uomini Juniors
- 11:00 Donne Under-23
- 12:50 Uomini Under-23
- 14:10 Donne Elite
- 15:30 Uomini Elite

## Medagliere
| Posiz. | Nazione     | Oro | Argento | Bronzo | Totale |
| ------ | ----------- | --- | ------- | ------ | ------ |
| 1      | Italia      | 2   | 1       | 1      | 4      |
| 2      | Belgio      | 2   | 0       | 2      | 4      |
| 3      | Paesi Bassi | 1   | 1       | 2      | 4      |
| 4      | Francia     | 1   | 1       | 1      | 3      |
| 5      | Svizzera    | 1   | 0       | 0      | 1      |
| 9      | Spagna      | 0   | 1       | 1      | 2      |
| 6      | Austria     | 0   | 1       | 0      | 1      |
| 6      | Rep. Ceca   | 0   | 1       | 0      | 1      |
| 6      | Lussemburgo | 0   | 1       | 0      | 1      |
| Totale | Totale      | 7   | 7       | 7      | 21     |

## Sommario degli eventi
| Eventi                   | Oro                         | Tempo  | Argento                                | Tempo | Bronzo                      | Tempo |
| Uomini                   |                             |        |                                        |       |                             |       |
| Elite dettagli           | Thibau Nys Belgio           | 57'46" | Felipe Orts Spagna                     | a 3"  | Eli Iserbyt Belgio          | a 9"  |
| Under-23 dettagli        | Jente Michels Belgio        | 52'11" | Filippo Agostinacchio Italia           | a 3"  | Aubin Sparfel Francia       | a 12" |
| Junior dettagli          | Mattia Agostinacchio Italia | 40'13" | Valentin Hofer Austria                 | a 8"  | Mats Vanden Eynde Belgio    | a 10" |
| Donne                    |                             |        |                                        |       |                             |       |
| Elite dettagli           | Fem van Empel Paesi Bassi   | 50'41" | Ceylin del Carmen Alvarado Paesi Bassi | s.t.  | Lucinda Brand Paesi Bassi   | a 7"  |
| Under-23 dettagli        | Célia Gery Francia          | 42'47" | Marie Schreiber Lussemburgo            | s.t.  | Leonie Bentveld Paesi Bassi | a 4"  |
| Junior dettagli          | Anja Grossmann Svizzera     | 37'30" | Barbora Bukovská Rep. Ceca             | a 1"  | Giorgia Pellizotti Italia   | a 1"  |
| Gare miste               |                             |        |                                        |       |                             |       |
| Staffetta mista dettagli | Italia                      | 40'50" | Francia                                | a 11" | Spagna                      | a 14" |